# لينا تشاندافاركار
لينا تشاندافاركار (بالإنجليزية: Leena Chandavarkar)‏ (ولدت في 29 أغسطس 1950) هي ممثلة هندية سابقة ظهرت في أفلام بوليوود كممثلة رائدة وتظهر الآن في برامج الواقع. كانت واحدة من الممثلات الناجحات في أواخر الستينيات وأوائل السبعينيات إلى جانب ممتاز وهيما ماليني وراخي وريخا ولاحقًا إلى جانب رينا روي وموشومي تشاترجي وجايا بهادوري. لعبت دور البطلة الرئيسية في مواجهة جميع النجوم تقريبًا خلال تلك الحقبة ، وكثيراً ما تم إقرانها مقابل راجيش خانا ودارميندرا وجيتندرا وسانجيف كومار وفينود خانا وتيسبيان ديليب كومار وسونيل دوت وراج كومار.

## روابط خارجية
- لينا تشاندافاركار على موقع IMDb (الإنجليزية)
- لينا تشاندافاركار على موقع قاعدة بيانات الفيلم (الإنجليزية)
- لينا تشاندافاركار: الزبابة البريئة